# Элотузумаб
Элотузумаб — лекарственный препарат, моноклональное антитело для лечения множественной миеломы. Одобрен для применения: США (2015).
Наиболее распространенными побочными реакциями (у 20% или выше), отмеченными у пациентов, получавших элотузумаб в исследовании, были: усталость, диарея, запор, кашель, периферическая нейропатия, назофарингит, инфекция верхних дыхательных путей, снижение аппетита и пневмония.

## Механизм действия
Связывается с SLAMF7.

## Клинические исследования

### Клинические исследования II фазы
Проводилось исследование действия элотузумаба при рецидивирующей или рефрактерной множественной миеломе. Целью исследования было определить, увеличит ли добавление элотузумаба к леналидомиду и дексаметазону выживаемость без прогрессирования у пациентов с рефрактерной множественной миеломой. Участники клинических испытаний были разделены на 2 группы: принимавших элотузумаб и контрольную. У пациентов принимавших элотузумаб наблюдалось значительное снижение риска прогрессирования заболевания и смерти. Медиана выживаемости без прогрессирования в группе элотузумаба составила 19,4 месяца по сравнению с 14,9 месяцами в контрольной группе.

### Исследования на животных
На мышиных моделях ксенотрансплантата было установлено, что максимальная терапевтическая эффективность наблюдается при концентрации элотузумаба в плазме крови 70 мкг/мл. У человека применение элотузумаба в дозе 10 мг/кг обеспечивает достижение Css более 70 мкг/мл в плазме крови.

## Показания
- множественная миелома. Применяется в комбинации с помалидомидом,  леналидомидом, дексаметазоном.[5]

## Беременность
- Женщины детородного возраста во время лечения должны использовать методы контрацепции.[5]
- Мужчины во время лечения должны использовать методы контрацепции.[5]

## Способ применения
- внутривенная инъекция.

## Побочные эффекты
Для оценки побочных реакций в исследовании элотузумаб сочетался с леналидомидом и дексаметазоном. Наиболее распространенными побочными реакциями (у 20% или выше), отмеченными у пациентов, получавших элотузумаб в исследовании, были: усталость, диарея, запор, кашель, периферическая нейропатия, назофарингит, инфекция верхних дыхательных путей, снижение аппетита и пневмония.